# Mental Notes
Albums de Bad Manners
Forging Ahead
(1982) Return of the Ugly
(1989)
Mental Notes est le cinquième album studio de Bad Manners, sorti en 1985.

## Liste des pistes
| No  | Titre                 | Auteur        | Durée |
| --- | --------------------- | ------------- | ----- |
| 1.  | What the Papers Say   |               | 2:54  |
| 2.  | Blue Summer           |               | 3:42  |
| 3.  | Body Talk             |               | 3:41  |
| 4.  | Tossin' in My Sleep   |               | 3:50  |
| 5.  | Tie Me Up"            | Ney Smith     | 2:00  |
| 6.  | Bang the Drum All Day | Todd Rundgren | 3:18  |
| 7.  | Destination Unknown   |               | 3:15  |
| 8.  | Mountain of Love      |               | 3:28  |
| 9.  | Work                  |               | 3:19  |
| 10. | Saturday Night        |               | 2:46  |

## Formation
- Buster Bloodvessel - Chant
- Louis Alphonso - Guitare
- David Farren - Basse
- Martin Stewart - Clavier
- Chris Kane - Saxophone
- Andrew Marson - Saxophone
- Paul Hyman - Trompette
- Brian Tuitt - Batterie
- Jimmy Scott - Congas
- Stevie Smith - Harmonica
- The Cover Girls - Chœur
- Steve Thompson - Marimba, Producteur
- Michael Barbiero - Producteur, Ingénieur
- Recorded at Townhouse Studios & Oasis Studios in London and Parkgate Studios, Battle, Sussex
- Mixed at Media Sound, New York, États-Unis